# Nuca Buzaladze
Nuca Buzaladze (gruz. ნუცა ბუზალაძე; ur. 28 stycznia 1997 w Tbilisi) – gruzińska piosenkarka i autorka tekstów. Reprezentantka Gruzji w 68. Konkursie Piosenki Eurowizji (2024).

## Kariera
Zadebiutowała w 2011 roku, biorąc udział w programie Nichieri, lokalnym odpowiedniku programu Got Talent. W 2014 reprezentując Gruzję zwyciężyła festiwal „Nowa Fala” w Jurmali. Brała udział także w programach; O Ses Türkiye, Erti Ertshi oraz Cekwawen warskwlawebi.
W 2017 wzięła udział w gruzińskich preselekcjach do 62. Konkursu Piosenki Eurowizji z piosenką „White Horses Run”, gdzie ostatecznie zajęła 2. miejsce. W 2019 wydała swój debiutancki minialbum Nutsa22. W 2020 brała udział w programie All Together Now Russia, a w 2020 brała udział w albańskim konkursie piosenki Kënga Magjike, gdzie zajęła 2. miejsce.
W 2023 brała udział w programie American Idol, gdzie zajęła miejsce w pierwszej dwunastce. 12 stycznia 2024 gruziński nadawca Georgian Public Broadcaster (GPB) ogłosił, że wybrał Buzaladze do reprezentowania Gruzji w Konkursie Piosenki Eurowizji 2024 w Malmö. 6 marca ujawniono, że będzie reprezentować Gruzję z piosenką „Firefighter”. 9 maja pomyślnie zakwalifikowała się do finału konkursu. 11 maja wystąpiła jako dwudziesta czwarta w kolejności startowej i zajęła 21. miejsce zdobywszy 34 punkty, w tym 15 pkt od jury (22. miejsce) i 19 pkt od widzów (18. miejsce).

## Dyskografia

### Minialbumy
| Rok  | Dane dot. minialbumu                                                |
| ---- | ------------------------------------------------------------------- |
| 2019 | Nutsa22 - Wydany: 1 maja 2019 - Format: Digital download, streaming |

### Single
| Rok  | Tytuł                | Album   |
| ---- | -------------------- | ------- |
| 2017 | „White Horses Run”   | Nutsa22 |
| 2019 | „Nu mousmen”         | –       |
| 2019 | „Ertad gvinda”       | –       |
| 2019 | „Gelodebi”           | –       |
| 2019 | „Guls rom ukvarde”   | –       |
| 2020 | „Tetri ghame”        | –       |
| 2021 | „Gatendes”           | –       |
| 2021 | „Net”                | –       |
| 2021 | „We Are One”         | –       |
| 2021 | „Sul es aris”        | –       |
| 2021 | „You Broke My Heart” | –       |
| 2022 | „Let U Go”           | –       |
| 2023 | „Alive”              | –       |
| 2023 | „L.O.V.E”            | –       |
| 2024 | „Firefighter”        | –       |
| 2024 | „A Mother’s Love”    | –       |